# Трушке
Трушке (словен. Truške) — поселення в общині Копер, Регіон Обално-крашка, Словенія. Висота над рівнем моря: 284,7 м.